# Kanton Bayonne-Nord
Der Kanton Bayonne-Nord war von 1973 bis 2015 ein französischer Wahlkreis im Arrondissement Bayonne im Département Pyrénées-Atlantiques in der Region Aquitanien.

## Geografie
Der Kanton grenzte im Norden an den Kanton Saint-Martin-de-Seignanx im Arrondissement Dax im Département Landes, im Osten an den Kanton Bayonne-Est, und Süden an den Kanton Bayonne-Ouest, im Südwesten an den Kanton Anglet-Nord und im Westen an den Atlantik (Golf von Biskaya).

## Gemeinden
Der Kanton bestand aus einem Teil der Stadt Bayonne (angegeben ist hier die Gesamteinwohnerzahl, im Kanton lebten etwa 12.800 Einwohner) und einer weiteren Gemeinde:
| Gemeinde | Einwohner Jahr | Fläche km² | Bevölkerungsdichte | Code INSEE | Postleitzahl |
| -------- | -------------- | ---------- | ------------------ | ---------- | ------------ |
| Bayonne  | 47.492 (2013)  | –          | – Einw./km²        | 64102      | 64100        |
| Boucau   | 7.837 (2013)   | 5,82       | 1347 Einw./km²     | 64140      | 64340        |